# Recopa Gaúcha 2015
In 2015 werd de tweede Recopa Gaúcha tussen de kampioen van de staatscompetitie en de Super Copa Gaúcha gespeeld. De competitie werd georganiseerd door de  FGF op 1 februari 2015 en werd gewonnen door Lajeadense.

## Deelnemers
| Club          | Stad         | Gekwalificeerd als     | Deelnames |
| ------------- | ------------ | ---------------------- | --------- |
| Internacional | Porto Alegre | Campeonato Gaúcho 2014 | 2de       |
| Lajeadense    | Lajeado      | Super Copa Gaúcha 2014 | 1ste      |

## Recopa
|                       |                                          |       |                                            |                                                                                |
| 1 februari 2015 17:00 | Lajeadense                               | 1 – 1 | Internacional                              | Estádio Alviazul, Lajeado Toeschouwers: 4.965 Scheidsrechter: Anderson Daronco |
| 1 februari 2015 17:00 | Gilmar 47' (pen)                         |       | 53' Ernando                                | Estádio Alviazul, Lajeado Toeschouwers: 4.965 Scheidsrechter: Anderson Daronco |
| 1 februari 2015 17:00 | Strafschoppen                            |       |                                            | Estádio Alviazul, Lajeado Toeschouwers: 4.965 Scheidsrechter: Anderson Daronco |
| 1 februari 2015 17:00 | Rafael Gava Márcio Goiano Ramon Vinícius | 3 - 1 | D'Alessandro Eduardo Sasha Nilton Fabrício | Estádio Alviazul, Lajeado Toeschouwers: 4.965 Scheidsrechter: Anderson Daronco |

| Lajeadense | Internacional |

| Recopa Gaúcha de 2015          |
| Lajeado                        |
| ------------------------------ |
| LAJEADENSE Kampioen (1° titel) |